# 스즈키 알토
스즈키 알토(일본어: スズキ・アルト, 영어: Suzuki Alto)는 스즈키가 제조한 경자동차이다. 판매 포인트에는 낮은 가격대, 좋은 연비가 포함되었다. 1979년부터 현재까지 8세대가 선보였으며 전 세계 수많은 국가에서 제조 및 판매되고 있다.

## 세대
- 1세대(1979~1984년)
- 2세대(1984~1988년)
- 3세대(1988~1994년)

1988년 출시되었으며, 레지나 등의 여러 고급 사양들을 선보였다. 1989년에는 형제차였던 프론테가 단종되어 5도어 사양이 알토에도 들어왔다. 1991년에는 유럽풍 밴 사양인 알토 허슬이 추가되었고, 대한민국의 대우자동차가 티코라는 이름으로 라이센스 생산을 하였다.
- 4세대(1994~1998년)

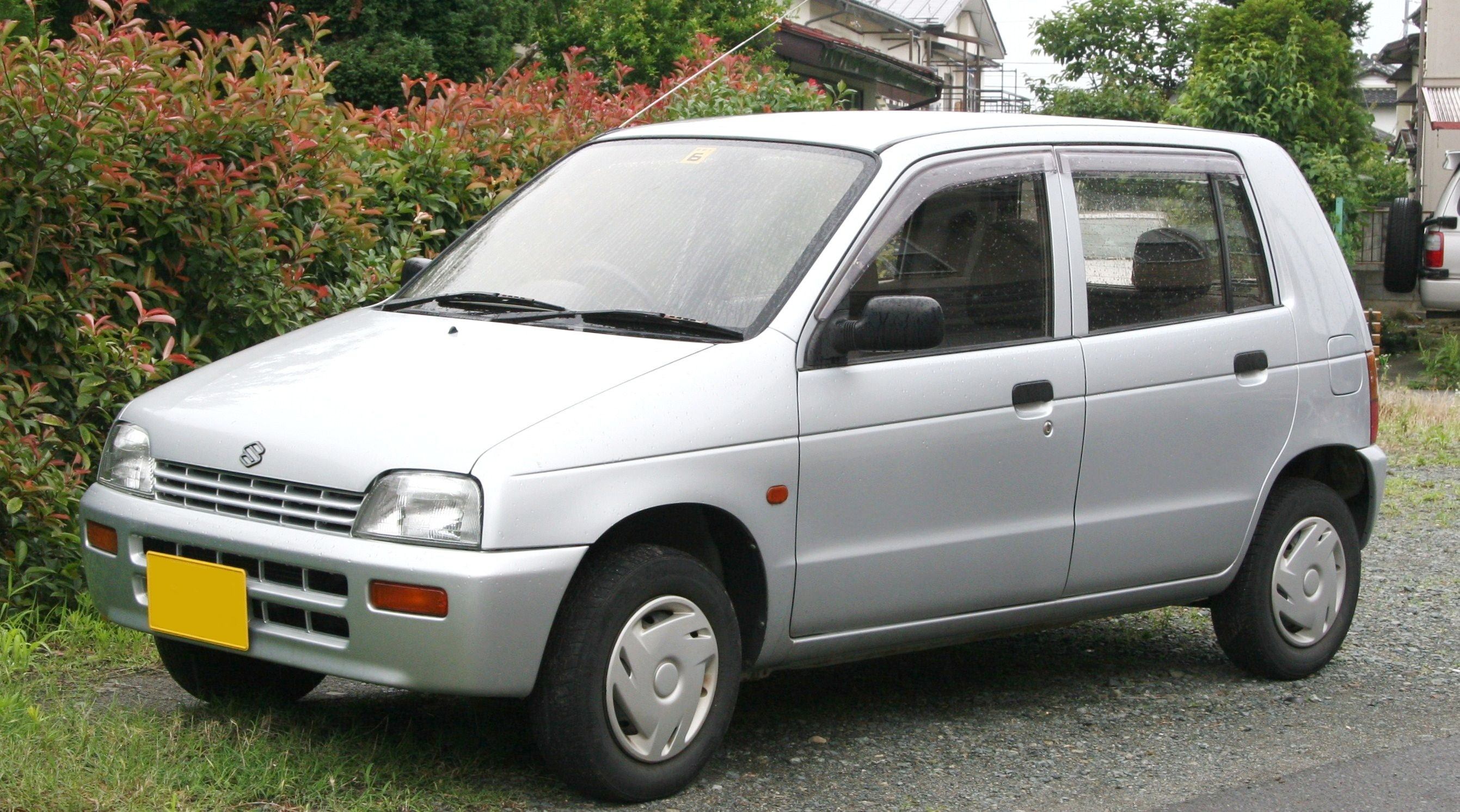
4세대 알토

1994년 출시되었으며, 이전 모델의 디자인을 계승하였다. 개발 컨셉을 초기형 알토처럼 경제적인 차로 만드는 것으로 잡아서 고급 사양들은 왜건 R에 흡수되었고, 다시 엔트리형 경차로 포지션이 바뀌었다.
- 5세대(1998~2004년)

2000년에 알토 웍스가 삭제되었고, 2002년에는 이 모델의 파생 모델인 알토 라팡이 출시되었다.
- 6세대(2004~2009년)
- 7세대(2009~2014년)

2009년 12월 16일 공개와 함께 판매가 시작되었으며, 2010년 1월 19일에는 2009 굿 디자인 상을 수상하였다. 2011년에는 고연비 사양의 파생 모델인 알토 에코도 발매되었다. 이 세대는 일본 시장용 모델과 해외시장용 모델이 디자인을 공유하였다.
- 8세대(2014년 ~ 2021년)

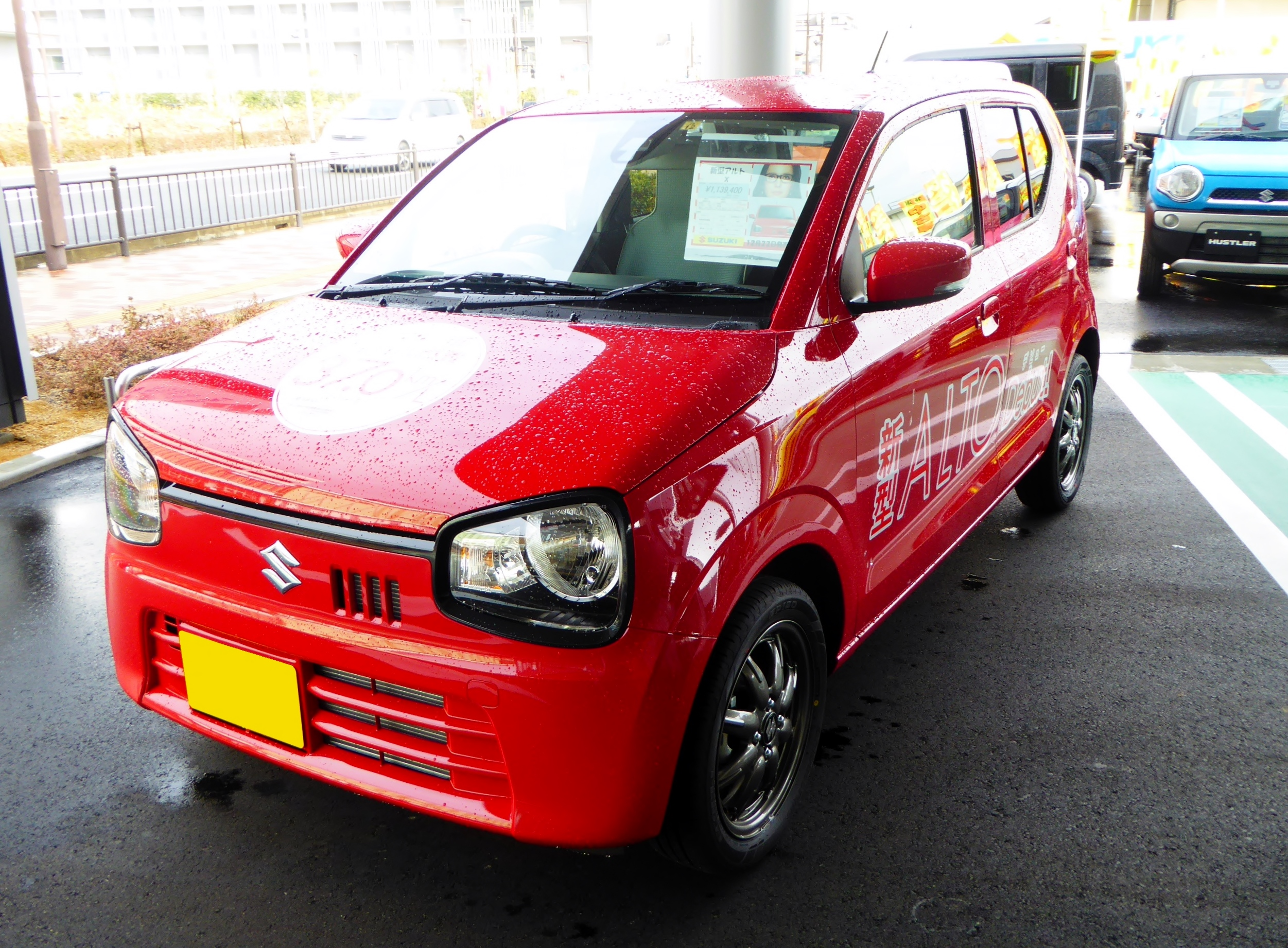
8세대 알토 전면부

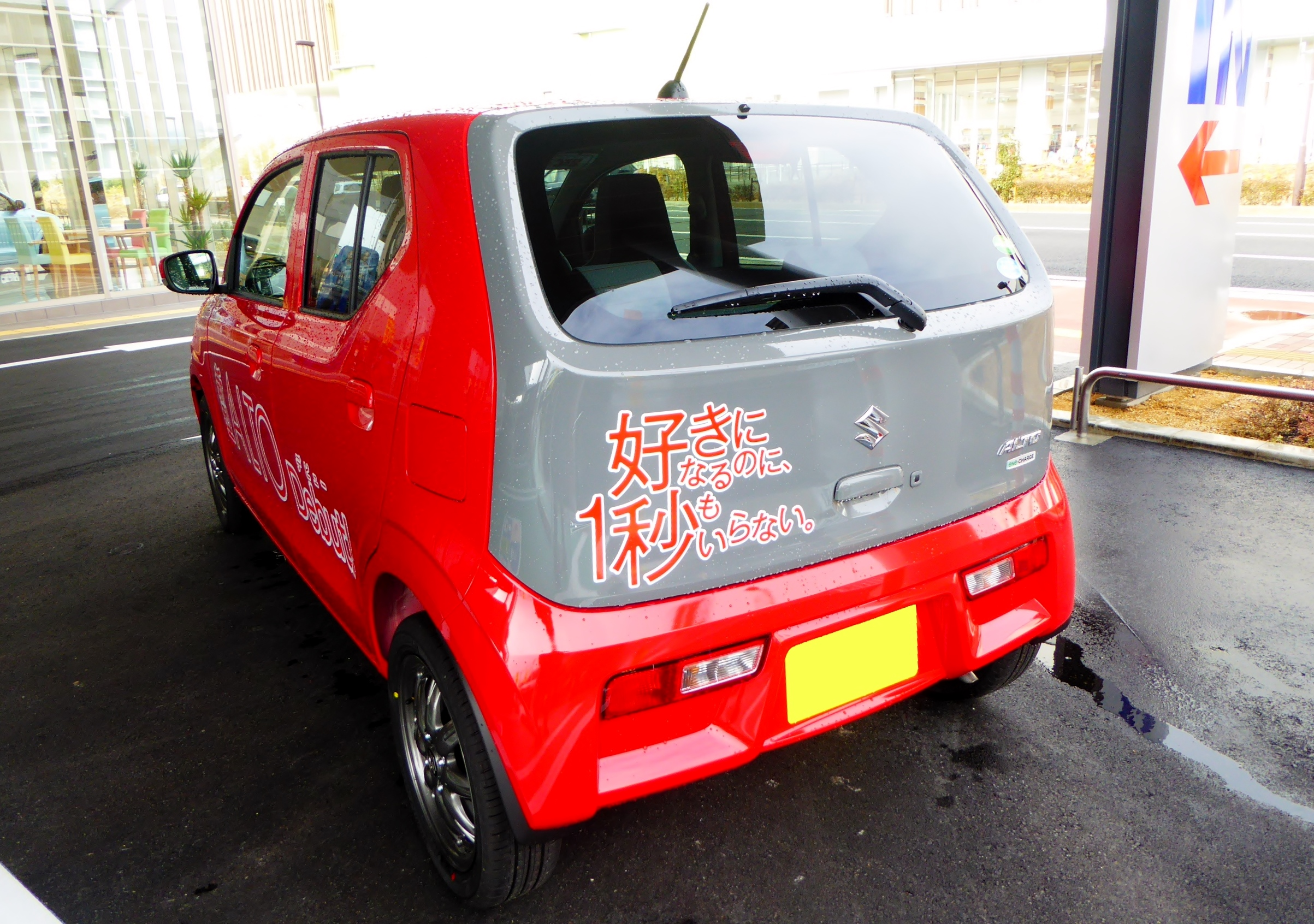
8세대 알토 후면부

2014년 12월 25일 출시되었으며, 스즈키 프론테 등을 연상시키는 복고풍 디자인으로 변했다. 2015년에는 한동안 없었던 웍스 모델이 부활하였다. 2019년부터는 파키스탄에서 일본 사양과 같은 규격으로 생산을 시작했다.
- 9세대(2021년 ~ 현재)

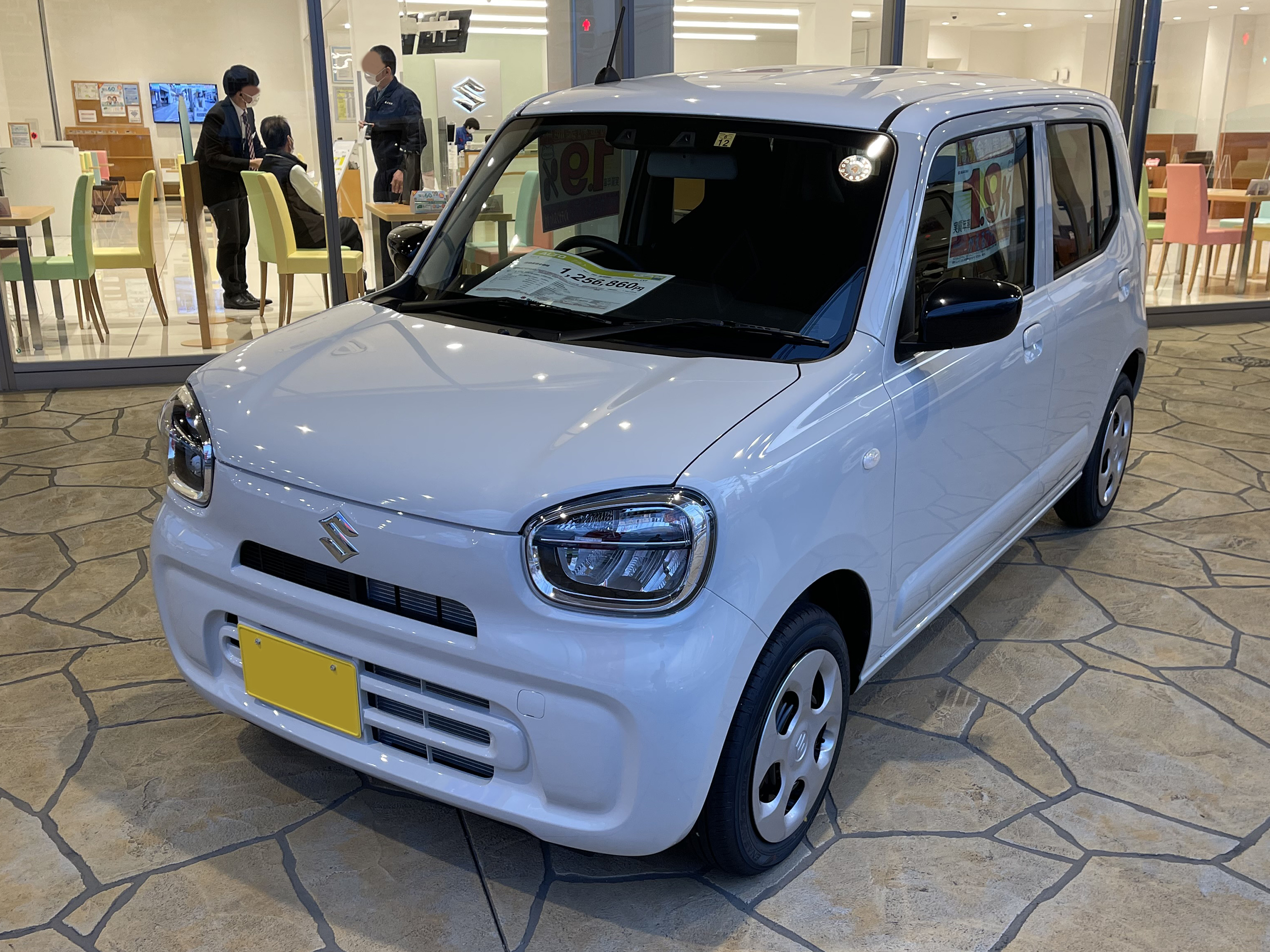
9세대 알토 전면부

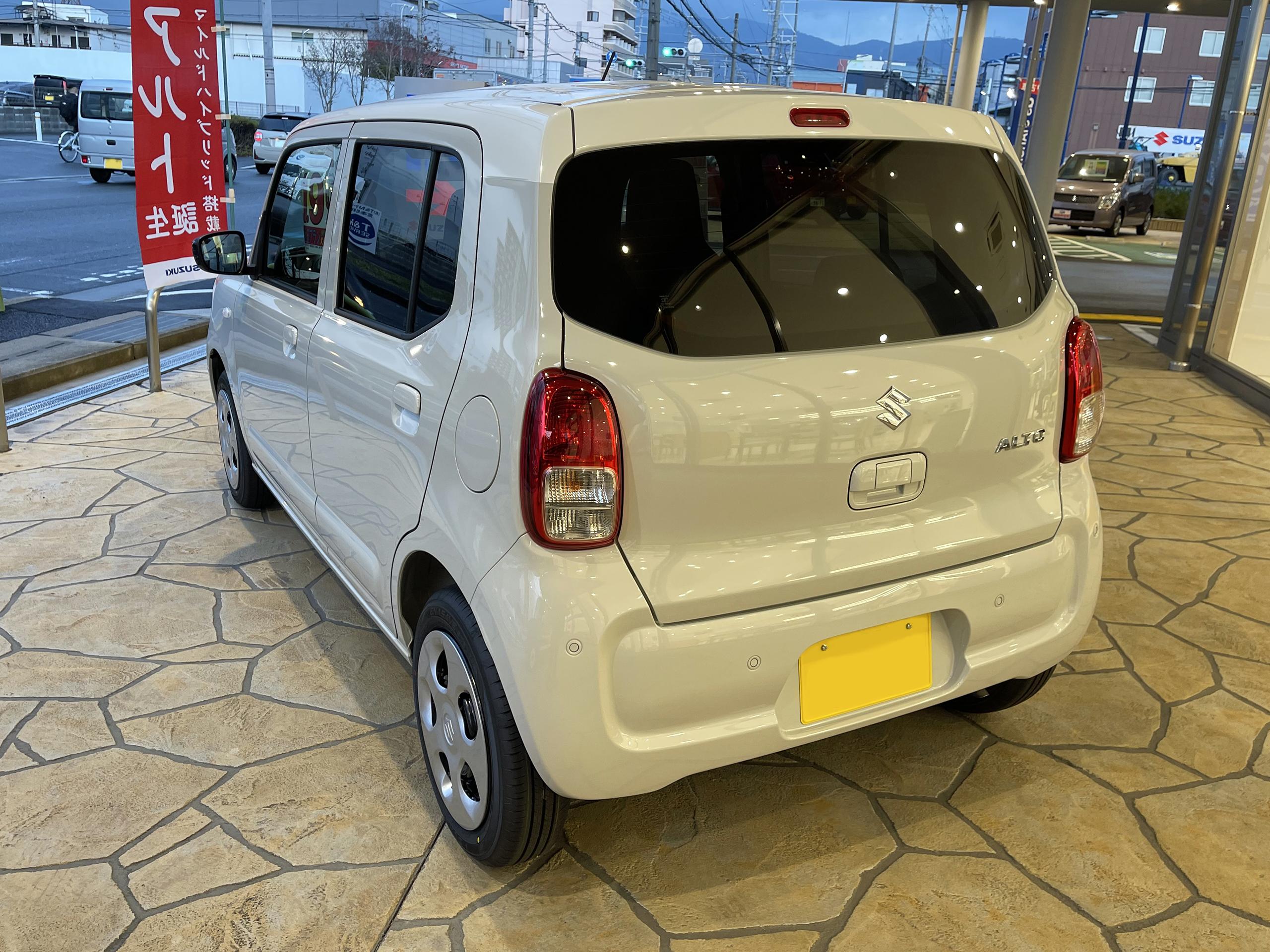
9세대 알토 후면부

2021년 말 출시되었으며, 고성능 모델인 웍스와 승용밴이 삭제되었다. 외관은 8세대와 같은 디자인 컨셉을 기본으로 하면서도 라팡과 비슷한 둥근 타원형이 모티브가 된 스타일이 들어갔다.